# Urupski (Uspénskoye, Krasnodar)
Urupski (en ruso: Урупский, en adigué: Шъхьащэфыжь, Shjiashchefyzh) es un aul del raión de Uspénskoye del krai de Krasnodar, en el sur de Rusia. Está situado en la orilla derecha del río Urup, afluente del río Kubán, frente a Podlesni, 15 km al suroeste de Uspénskoye y 182 km al este de Krasnodar, la capital del krai. Tenía 1 725 habitantes en 2010.
Es cabeza del municipio Urupskoye, al que pertenece asimismo Konokovski.

## Historia
El poblamiento del aul se inició hacia 1864, de modo que en 1866 existían 47 hogares y vivían en ellos 312 personas. En 1867 recibió su actual nombre. De acuerdo a los registros del otdel de Labinsk, antes de la migración forzada al Imperio otomano, habitaban la localidad 2 014 personas, de las que 1 033 emigraron.

## Educación
En la localidad se halla la escuela n.º 9.

## Personalidades
- Isjak Mashbash (*1931), escritor adigué.[3]